# Madarococcus totarae
Madarococcus totarae är en insektsart som först beskrevs av William Miles Maskell 1890.  Madarococcus totarae ingår i släktet Madarococcus och familjen filtsköldlöss. Inga underarter finns listade i Catalogue of Life.